# Чиж, Максим Викторович
Макси́м Ви́кторович Чиж (бел. Максім Віктаравіч Чыж; род. 8 октября 1993, Берёза, Брестская область) — белорусский футболист, полузащитник.

## Клубная карьера
Карьеру начал в местном клубе «Берёза-2010», где с течением времени закрепился в основе. В «Березе» выступал на различных позициях от защитника до нападающего.
В начале 2016 года «Берёза-2010» прекратила существование, и Чиж присоединился к брестскому «Динамо», с которым в марте подписал контракт. 2 апреля 2016 года дебютировал в Высшей лиге, проведя все 90 минут в матче против БАТЭ (1:4) на позиции левого защитника. Позже был переведен на фланг полузащиты, где стал прочно выступать в стартовом составе.
В первой половине 2017 года стало реже появляться на поле. В июле 2017 года был отдан в аренду литовскому «Атлантасу». Однако, проведя за клуб 6 матчей, получил травму и выбыл до конца сезона.
В январе 2018 года начал готовиться к новому сезону с брестской командой. В феврале не попал на второй турецкий сбор брестчан и вскоре перешел в могилевский «Днепр». В июле 2018 года был отдан в аренду брестскому «Руху», которому помог победить во Второй лиге. В ноябре 2018 года разорвал контракт с могилевским клубом.
В январе 2019 года стало полноценным игроком «Руха», подписав однолетний контракт. Помог клубу выйти в Высшую лигу, где в сезоне 2020 года стал чаще оставаться на скамейке запасных. В январе 2021 года по истечении контракта он покинул «Рух».
В апреле 2021 года перешёл в «Малориту». В феврале 2022 года начал тренироваться с пинской «Волной» и в марте подписал контракт с клубом. В декабре 2022 года покинул клуб.
В марте 2023 года футболист присоединился к клубу «Нива». Дебютировал за клуб 1 апреля 2023 года против гомельского «Бумпрома». В декабре 2023 года футболист покинул клуб.

## Личная жизнь
Младший брат Александр — также футболист, выступает на позиции крайнего защитника.

## Достижения
- Обладатель Кубка Белоруссии: 2016/17
- Чемпион Второй лиги Белоруссии: 2018

## Статистика выступлений

### Клубная статистика
| Сезон    | Дивизион | Клуб         | Страна                    | Матчи | Голы |
| -------- | -------- | ------------ | ------------------------- | ----- | ---- |
| 2011     | Д3       | Берёза-2010  | Флаг Беларуси (1995—2012) | 1     | 0    |
| 2012     | Д2       | Берёза-2010  | Флаг Беларуси             | 6     | 0    |
| 2013     | Д2       | Берёза-2010  | Флаг Беларуси             | 9     | 1    |
| 2014     | Д2       | Берёза-2010  | Флаг Беларуси             | 27    | 4    |
| 2015     | Д2       | Берёза-2010  | Флаг Беларуси             | 20    | 1    |
| 2016     | Д1       | Динамо-Брест | Флаг Беларуси             | 24    | 3    |
| 2017 (1) | Д1       | Динамо-Брест | Флаг Беларуси             | 8     | 2    |
| 2017 (2) | Д1       | Атлантас     | Флаг Литвы                | 6     | 0    |
| 2018 (1) | Д1       | Днепр        | Флаг Беларуси             | 14    | 1    |
| 2018 (2) | Д3       | Рух          | Флаг Беларуси             | 14    | 4    |
| 2019     | Д2       | Рух          | Флаг Беларуси             | 23    | 5    |
| 2020     | Д1       | Рух          | Флаг Беларуси             | 10    | 0    |
| 2021     | Д3       | Малорита     | Флаг Беларуси             | 5     | 0    |